# Stachyose
Le stachyose est un oligoside (tetra-saccharide) constitué de deux unités D-galactose et une saccharose liées séquentiellement. Son poids moléculaire est de 666,6 g/mol. Le stachyose se trouve naturellement dans plusieurs légumes (haricot vert, graines de soja et autres graines) et plantes.

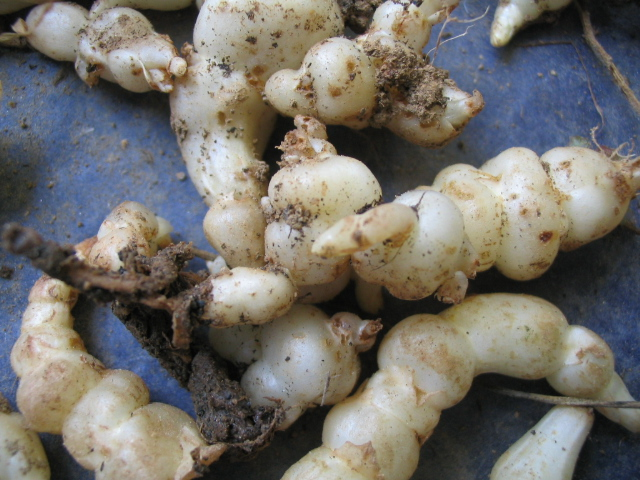
Crosnes du Japon.

Le crosne a une très grande teneur en stachyose. Il est utilisé en Chine depuis longtemps pour l'alimentation et comme ingrédient médicinal dans la médecine chinoise traditionnelle. Il semblerait que ce tubercule ait de multiples fonctions régulatrices des systèmes respiratoire, métabolique, hématopoïétique et digestif.
Le pouvoir sucrant du stachyose est moindre que celui du saccharose (environ 30 % à poids égal). Il est utilisé principalement pour son pouvoir édulcorant ou pour ses propriétés d'oligosaccharide.
Le stachyose n'est pas complètement digestible pour l'homme et délivre entre 1,5 et 2,4 kcal/g (6 à 10 kJ/g).